# 穆瓦西
穆瓦西（法語：Moisy，法語發音：[mwazi]）是法国卢瓦-谢尔省的一个市镇，属于布卢瓦区。

## 地理
穆瓦西（47°54'54"N, 1°18'56"E）面积17.33 平方千米，位于法国中央-卢瓦尔河谷大区卢瓦-谢尔省，该省份为法国中北部省份，北起厄尔-卢瓦省，东北接卢瓦雷省，东南接谢尔省，南至安德尔省，西南接安德尔-卢瓦尔省，西北接萨尔特省。
与穆瓦西接壤的市镇（或旧市镇、城区）包括：布雷万维尔、莫雷、乌祖埃勒杜瓦延、维耶维勒赖耶、博斯拉罗迈讷。

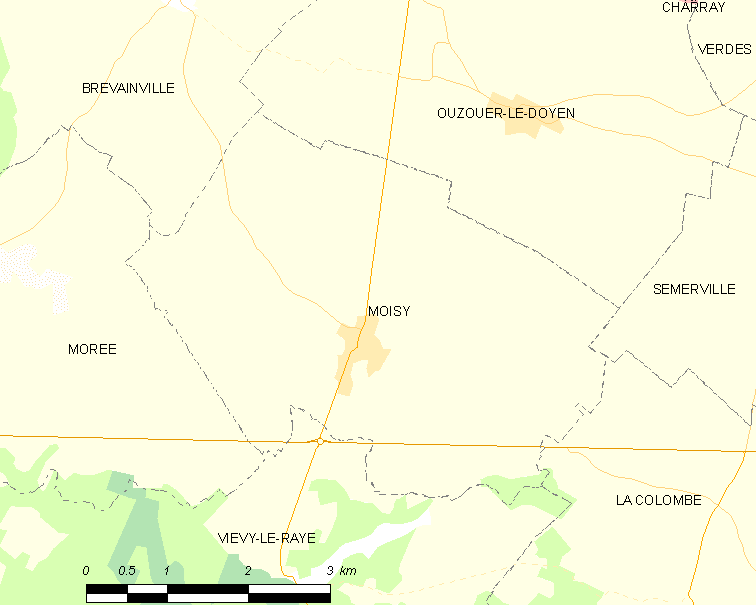
穆瓦西的OSM定位图

穆瓦西的时区为UTC+01:00、UTC+02:00（夏令时）。

## 行政
穆瓦西的邮政编码为41160，INSEE市镇编码为41141。

## 政治
穆瓦西所属的省级选区为佩尔什县。

## 人口

1962-2008年间穆瓦西人口变化图示

穆瓦西于2022年1月1日时的人口数量为341人。